# Павелско
Павелско (болг. Павелско) — село в Болгарии. Находится в Смолянской области, входит в общину Чепеларе. Население составляет 600 человек.

## Политическая ситуация
В местном кметстве Павелско, в состав которого входит Павелско, должность кмета (старосты) исполняет Илия Марков Пиндев (коалиция в составе 2 партий: Политическое движение социал-демократов (ПДСД) и ВМРО — Болгарское национальное движение) по результатам выборов правления кметства в 2007 году.
Кмет (мэр) общины Чепеларе — Георги Иванов Попов (Болгарская социалистическая партия (БСП)) по результатам выборов 2007 года в правление общины.